# Bruno Caboclo
Bruno Correa Fernandes Caboclo, mais conhecido como Bruno Caboclo  (Pirapora do Bom Jesus, 21 de setembro, de 1995), é um jogador de basquetebol profissional brasileiro que atualmente joga pelo Hapoel Tel Aviv que disputa a Liga Israelense de Basquete e a Eurocopa de Basquetebol.

## Carreira

### Pinheiros
Caboclo foi jogador do Pinheiros e atuou no NBB (Novo Basquete Brasil). Pela NBB, ele esteve presente em 16 partidas, com médias de 4.9 pontos e 3.1 rebotes.

### Toronto Raptors
No dia 26 de junho de 2014, Caboclo foi draftado na vigésima escolha do Draft de 2014 pelo Toronto Raptors. Fez sua estréia pelo Toronto no dia 21 de novembro de 2014, contra o Milwaukee Bucks, anotando 8 pontos, sendo com uma bela ponte aérea e duas cestas de 3 pontos, e ainda dando um toco. Teve seu nome gritado pela torcida dos Raptors e foi muito aplaudido. Bruno ainda disse a uma entrevista ao "Esporte Espetacular" que ele não se importa se está jogando os jogos ou não, ele só pensa em ajudar o Toronto Raptors.
Caboclo permaneceu por quatro temporadas no Toronto Raptors, mas só entrou em quadra 25 vezes. O ala passou a maior parte do tempo atuando pelo Toronto 905, o segundo time dos Raptors. Ele deixou os Raptors com média de 4,5 minutos e 1,1 ponto.

### Fort Wayne Mad Ants
O Toronto Raptors anunciou em 25 de dezembro de 2024, que Bruno Caboclo foi cedido ao Fort Wayne Mad Ants, da Liga de Desenvolvimento da NBA.

### Sacramento Kings
O ala foi negociado pelo Toronto Raptors com o Sacramento Kings em troca de jogadores no último dia para negociações da temporada. No Raptors não teve tantas chances, o ala passou a maior parte do tempo atuando pelo Toronto 905, o segundo time dos Raptors que compete na NBA Development League (NBA D-League), uma liga pra jogadores em desenvolvimento para a NBA.
Pela seleção brasileira, disputou a Copa América de Basquete de 2017. Foi afastado após ato de indisciplina durante uma partida e não voltou mais à equipe.

### Rio Grande Valley Vipers
Pelos Vipers Caboclo disputou 28 jogos (23 como titular), da NBA G League, onde foi eleito o Performer da Semana da G League por jogos disputados de 14 a 20 de janeiro e, em 11 de fevereiro, foi selecionado para o time da Conferência Oeste da NBA G League no meio da temporada. Ele chegou a ter médias de 16.4 pontos, 7.2 rebotes, 3.0 tocos e 1.3 roubos de bola – com 51.4% de acerto nos arremessos de quadra e 43% de aproveitamento nas tentativas de longa distância – em pouco mais de 28 minutos.

### São Paulo
Chegou em 2021 no São Paulo após ficar livre de contrato com o Limoges, da França. Voltou para o basquetebol brasileiro após 7 anos fora do país. No time, liderou o São Paulo na conquista da BCLA, sendo o líder em eficiência, pontos e rebotes do time e acabou eleito como MVP da competição.

### Boston Celtics
No dia 26 de Agosto de 2022, Bruno Caboclo assina um contrato com o Boston Celtics pela temporada de 22/23. Caboclo foi dispensado pelo Boston Celtics antes mesmo de estrear. Ele havia se destacado pelo Utah Jazz nas ligas de verão e assinou contrato com os Celtics, mas não atuou pelo time principal.

### Reyer Venezia
Em 30 de junho de 2023, Bruno Caboclo, campeão alemão com o Ratiopharm Ulm, deixou o time e assinou com o Umana Reyer Venezia, da Itália.

### Partizan
No dia 30 de outubro de 2023, após recisão com o Reyer Venezia, ele fechou com o Partizan, da Sérvia. Caboclo foi bem na equipe, mas tinha o sonho de voltar a jogar na NBA. Ele treinos por algumas equipes da liga dos EUA e deixou o clube sérvio.

### Hapoel Tel Aviv
Após treinos por times da NBA, Caboclo fechou contrato com o Hapoel Tel Aviv, de Israel, em 30 de agosto de 2024.

## Seleção Brasileira
A Confederação Brasileira de Basquete (CBB) divulgou em 21 de agosto de 2023, a lista com os 12 atletas convocados para a Copa do Mundo. Dentre os nomes o de Caboclo.

## Estatísticas

### Temporada regular do NBB
| Ano      | Equipe    | PJ | MPJ  | FG%  | 3P%  | LL%  | RT  | AS  | BR  | TO  | PPJ  |
| -------- | --------- | -- | ---- | ---- | ---- | ---- | --- | --- | --- | --- | ---- |
| 2013-14  | Pinheiros | 17 | 13.2 | .491 | .304 | .733 | 3.1 | .2  | .4  | .9  | 4.8  |
| 2021-22  | São Paulo | 28 | 32.9 | .494 | .362 | .675 | 8.3 | 1.5 | 1.2 | 1.6 | 16.9 |
| Carreira |           | 45 | 25.5 | .493 | .354 | .688 | 5.9 | .9  | .8  | 1.3 | 12.3 |

### Temporada regular da NBA
| Ano      | Equipe  | PJ | MPJ | FG% | 3P%  | LL% | RT | AS | BR | TO | PPJ |
| -------- | ------- | -- | --- | --- | ---- | --- | -- | -- | -- | -- | --- |
| 2014-15  | Raptors | 1  | 12  | .5  | .667 | .0  | .1 | .0 | .0 | .1 | 1.3 |
| Carreira |         | 1  | 12  | .5  | .667 | .0  | .1 | .0 | .0 | .1 | 1.3 |
| All-Star |         | -  | -   | -   | -    | -   | -  | -  | -  | -  | -   |

### Basketball Champions League Américas
| Ano      | Equipe    | PJ | MPJ  | FG%  | 3P%  | LL% | RT   | AS  | BR  | TO  | PPJ  |
| -------- | --------- | -- | ---- | ---- | ---- | --- | ---- | --- | --- | --- | ---- |
| 2021-22  | São Paulo | 9  | 36.2 | .636 | .531 | .81 | 11.1 | 1.1 | 1.1 | 3.6 | 23.9 |
| Carreira |           | 9  | 36.2 | .636 | .531 | .81 | 11.1 | 1.1 | 1.1 | 3.6 | 23.9 |